# Pasteurisation

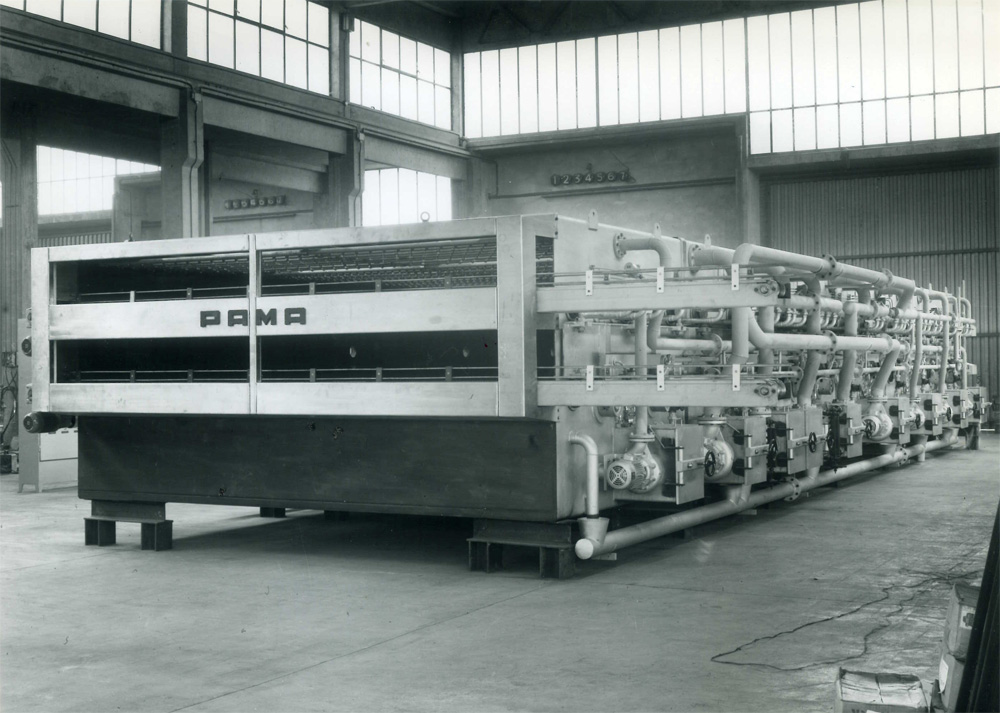
Un pasteurisateur industriel des années 1960.

La pasteurisation, ou débactérisation thermocontrôlée, est un procédé de conservation des aliments par chauffage à une température comprise entre 70 et 100 °C, pendant une durée définie, suivi d'un refroidissement rapide. La pasteurisation tire son nom des travaux de Louis Pasteur sur la stabilisation des vins au XIXe siècle. Cette technique a pour but d'éliminer les micro-organismes afin de conserver un aliment pendant une longue période.

## Histoire
Depuis la fin du XVIIIe siècle, Nicolas Appert constate, expérimente, met au point et pratique la conservation des aliments, par un procédé thermique dans un récipient étanche suivi d'un conditionnement étanche; il invente aussi la boite de conserve.  En 1810, le gouvernement français organise un concours dont il est le lauréat: 12 000 francs or. Il rend publique ses découvertes en publiant son ouvrage" L'Art de conserver pendant plusieurs années, toutes substances animales et végétales" un procédé thermique de conservation des aliments, notamment des légumes, des fruits, du lait. Il n’a pas expliqué "scientifiquement" l'efficacité de ce procédé qu'on appelle l'appertisation.
En 1846, Alfred de Vergnette de Lamotte montre que le chauffage peut conserver un vin qui, non chauffé, se corrompt. Il publie en 1850 un mémoire traitant notamment du chauffage du vin.
Dans les années 1860, Louis Pasteur s’intéresse à cette technique à la demande de Napoléon III : l'enjeu commercial est alors immense, celui du juteux marché de l'exportation des vins français vers l'Angleterre, pour lequel il est primordial que le vin ne se transforme pas en vinaigre. Il déposa le 11 avril 1865 un brevet pour un procédé de conservation du vin par chauffage, qui fut immédiatement appliqué au traitement de la bière. C’est de son nom que vient le terme pasteurisation. La pasteurisation du vin fut abandonnée à l'époque de la crise du phylloxéra, vers la fin du XIXe siècle.
La pasteurisation du lait, application la plus connue, est prônée par Franz von Soxhlet, un chimiste allemand, en 1886.

## Technique alimentaire

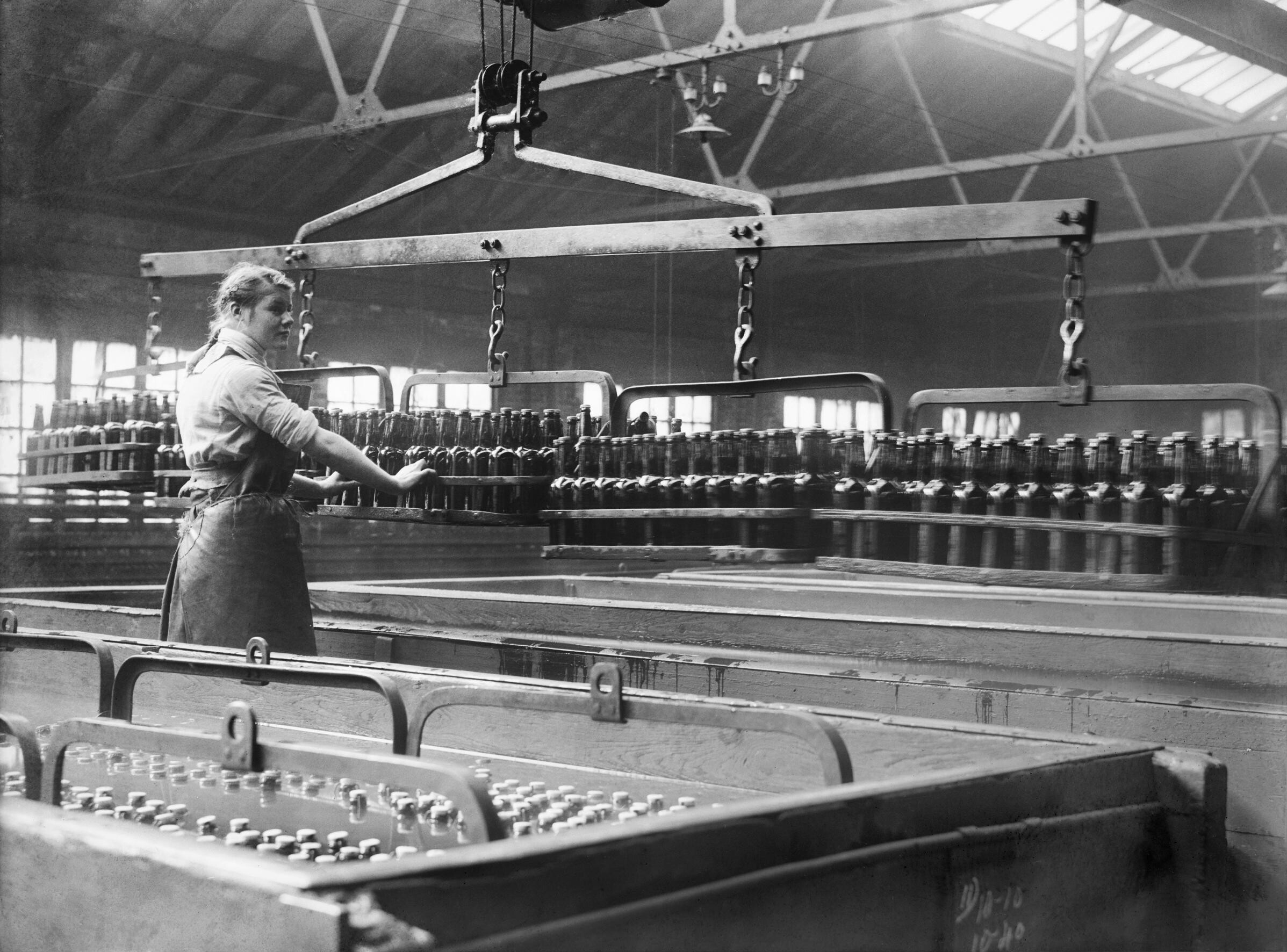
Pasteurisation dans une brasserie, Cheshire, 1918.

Les températures de pasteurisation sont comprises entre 62 et 88 °C. Si cette température est dépassée, l’intégrité chimique de certains éléments du produit est attaquée, le rendant inapte à porter le qualificatif administratif de « frais ». À des températures supérieures (plus de 100 °C), on applique plutôt des techniques de stérilisation (aucun germe ne subsiste dans le produit). Dans le cas des conserves, on parle d'appertisation, typiquement réalisée à 121,1 °C.
La pasteurisation réduit de manière significative (habituellement d'un facteur de 100 000 pour le lait) le nombre de micro-organismes bénéfiques et néfastes dans le produit pasteurisé, mais certaines formes résistent comme les spores. Lors de la pasteurisation, le seuil de thermorésistance des bactéries pathogènes et de celles qui causent la détérioration des aliments est dépassé. Cette thermorésistance dépend du milieu dans lequel la pasteurisation est pratiquée. Plus le milieu est acide, moins la résistance à la chaleur est élevée. Pour un micro-organisme donné, on connaît le couple temps-température qui assure une division par 10 de la population initiale. Par exemple, ce temps de réduction décimale (le « D ») de Clostridium botulinum est de 0,21 minute à 121,1 °C. Pour chaque aliment, on peut estimer le facteur de réduction de l'ensemble de la contamination microbienne ou se concentrer sur le micro-organisme pathogène le plus résistant, souvent Clostridium botulinum en conserverie, Mycobacterium spp. en laiterie, Enteroccocus et Streptococcus pour les fruits et légumes. On peut aussi considérer les micro-organismes les plus pathogènes, dans ce cas on étudie Salmonella, Listeria monocytogenes et Escherichia coli.
Après la pasteurisation, pour le lait en particulier, il est important de réfrigérer les aliments pasteurisés autour de 3 à 4 °C afin de prévenir la multiplication des bactéries qui n'auraient pas été détruites. Cependant, même à cette température, certains germes psychrophiles peuvent se développer.
Les températures atteintes pendant la pasteurisation sont relativement peu élevées et modifient peu les qualités gustatives et organoleptiques des produits, en sachant que tout processus a des conséquences sur cette qualité. Selon l'aliment traité, on a le choix technique d'une pasteurisation haute (vers 75 °C) ou basse (vers 65 °C). Actuellement le lait pasteurisé est typiquement traité à 72 °C (précisément 71,7 °C) pendant 15 secondes (procédé dénommé « HTST » ou « pasteurisation éclair »), refroidi puis conditionné.
Le principal effet nutritionnel de la pasteurisation est la dénaturation d'une partie des protéines, en particulier de celles qui sont solubles. Les vitamines sont aussi affectées en fonction de leur nature. Une surchauffe du lait entraîne des réactions de Maillard (par interaction du lactose avec la lacto-globuline surtout), un goût de cuit et une couleur brune. Ces inconvénients sont limités par un refroidissement rapide après traitement. La plupart des enzymes sont détruites, l'inactivation de la phosphatase alcaline étant d'ailleurs la seule exigence fixée dans la réglementation européenne.
Le lait pasteurisé peut se conserver au réfrigérateur jusqu'à la DLC (Date Limite de Consommation), soit environ 14 jours après le conditionnement (7 jours au minimum) et même au-delà, avec des équipements de réfrigération de 1 à 2 °C par exemple. La durée de conservation est plus courte si le conditionnement a été ouvert. La dégradation du lait pasteurisé est liée à l'augmentation inéluctable de la population microbienne dans le produit, conduisant à une acidification par conversion du lactose en acide lactique. Le caillé peut se produire spontanément ou lors du chauffage.

## Pasteurisation du lait
Pour être pasteurisé, le lait doit être porté à une température de 72 °C pendant au moins 15 secondes. Cependant les industriels du secteur agro-alimentaire montent souvent le lait à des températures plus élevées. Ainsi le lait UHT (stérilisation à ultra haute température) est chauffé entre 140 à 150 °C durant 2 à 5 secondes.
Selon une méta-analyse et une revue systématique de littérature publiée en 2011, le processus de pasteurisation du lait augmente la concentration de vitamines A dans le lait mais diminue la concentration en vitamine B1, vitamine B2, vitamine B9, vitamine B12, vitamine C et vitamine E. La concentration en vitamine B6 reste inchangée. Aussi les vertus protectrices du lait cru face aux allergies disparaissent-elles avec de la pasteurisation.
Selon une revue de littérature de plus de 100 articles de recherche publiée en 2019, la pasteurisation du lait engendre une dénaturation et une glycation des protéines du lait. La dénaturation n'a pas d'effet sur la qualité et la digestibilité des protéines du lait. En revanche, la glycation détériore la qualité et la digestibilité des protéines du lait en réduisant la disponibilité des acides aminés. D'autres effets de la pasteurisation du lait tels que l'oxydation et la racémisation ont été également associés à une détérioration de la qualité et la digestibilité des protéines du lait.
Plusieurs sondages ont relevé que les buveurs de lait trouvaient le lait pasteurisé moins digeste que le lait cru,.
Le lait pasteurisé a suscité une polémique au Royaume-Uni au début des années 2000 car il était soupçonné de causer la maladie de Crohn. Des études publiées les années suivantes ont démenti un quelconque lien entre le lait (pasteurisé ou non) et la maladie de Crohn.

## Pasteurisation et stérilisation
La stérilisation alimentaire est un traitement pouvant atteindre la température de 150 °C (upérisation) dont le but est de détruire tous les micro-organismes, y compris les spores. La pasteurisation fait aussi partie des traitements thermiques et assure la conservation des aliments, mais ses buts diffèrent ; ils sont de :
- réduire la quantité microbienne de l'aliment ;
- reculer la date limite de consommation de l'aliment.

La stérilisation change les qualités gustatives car elle entraîne une plus grande dénaturation des protéines et une modification des globules de matière grasse et des micelles protéiques à cause de l’homogénéisation,.

## Pasteurisation de la bière
La pasteurisation de la bière s'effectue avant ou après le soutirage, mais avant le conditionnement ; elle consiste en général à chauffer la bière durant 20 min à 60 °C. Il existe trois techniques mises en œuvre depuis 1863, selon les apports de Pasteur, Malvezin, Gasquet et Gangloff :
- pasteurisation et stérilisation de la bière et des bouteilles séparément ;
- les bouteilles de bière circulent durant 50 min à l'intérieur d'un pasteurisateur où elles passent sous des jets d'eau chaude puis sont arrosées d'eau froide ;
- la bière est chauffée rapidement jusqu'à ébullition par une « pasteurisation éclair » avant le soutirage dans des conditions stériles et à l'abri de l'air ambiant. Plus rapide et plus économique, cette façon de procéder permet ensuite un soutirage soit vers des bouteilles, soit vers des fûts.

## Controverse sur la pasteurisation du lait destiné à la transformation en fromage
En France, quand ils sont destinés au commerce, les fromages dont l'appellation d'origine est préservée administrativement (comme le mont d'Or, le camembert de Normandie ou le gruyère) doivent être transformés à partir de lait cru intact pour respecter un usage enregistré dans un cahier des charges attaché à un label AOC. Cependant, la grande majorité des appellations ne sont pas protégées, et l'essentiel du volume de fromage fabriqué est le fait de transformateurs de l'industrie agroalimentaire. Ceux-ci modifient les laits crus réfrigérés qu'ils achètent aux agriculteurs en éliminant un microbiote natif très diversifié. Ils emploient pour cela la pasteurisation ou l'ultrafiltration, la microfiltration, la thermisation, avant de réensemencer avec des microbiotes de culture sélectionnés mais extrêmement limités. Cela convient mieux à leurs grandes unités de transformation par un processus contrôlé et stabilisé adapté à la grande distribution.
Au niveau mondial, les opinions divergent quant aux supposés dangers du fromage au lait cru. En France, la grande majorité des industriels revendiquent la non-préservation du lait cru pour leurs transformations fromagères. Ils soutiennent le passage au lait pasteurisé en invoquant la sécurité sanitaire et la réduction des coûts de transformation. Selon Sylvie Lortal, directrice du laboratoire scientifique et technologique du lait et de l'œuf à Rennes, les risques sanitaires des fromages au lait cru sont « statistiquement infimes ».
Le problème concerne surtout la présence de Listeria dans les fromages à pâte molle (de type camembert), à la fois en cours de maturation et parfois au stade de commercialisation. La bactérie est psychrophile mais est sensible aux températures de pasteurisation ; le lait tout juste pasteurisé n'en contient pas, contrairement à certains lots de lait cru. Les fromages à pâte molle présentent un taux d'humidité relativement élevé, contiennent assez peu de sel et sont peu acides, ce qui n'entrave pas, a priori, le développement du pathogène.
Selon certains travaux, paradoxalement et contrairement à ce qui était colporté sur ce type d'aliment, les fromages élaborés à base de lait cru assurent leur propre défense contre la prolifération de Listeria monocytogenes par compétition des autres micro-organismes. Selon l'INRA, la chute de la biodiversité microbienne des fromages à base de lait microfiltré, thermisé ou pasteurisé favoriserait la croissance de Listeria monocytogenes qui prolifère en cours d’affinage.
À la sortie d'usine ou de la ferme, selon les exigences de l'Union européenne, tous les fromages doivent être exempts de Listeria monocytogenes dans 25 grammes, sauf si le transformateur ou le producteur fermier peut prouver que la limite de 100 ufc/g ne sera pas dépassée pendant la durée de conservation,. Une étude assez ancienne estime que l'exposition de la population française à Listeria monocytogenes à travers les fromages au lait cru à pâte molle n'est pas négligeable, même si le dénombrement reste faible dans la plupart des cas. Les statistiques françaises sur l'origine des TIAC ne placent cependant Listeria qu'en quatrième cause de TIAC, et l'analyse des épidémies passées de listériose invoque les fromages à pâte molle dans environ un tiers des cas. Cependant, le cas le plus retentissant a été un lot suisse de fromages de lait thermisé vecteur d'une épidémie de listériose ayant entraîné 123 infections et 34 décès en 1987.
En Belgique, en juin 2016, l'AFSCA critique l'utilisation de lait non pasteurisé dans la recette vérviétoise de la tarte au riz et surtout la conservation à température ambiante. Cette critique émeut l'opinion publique et une partie du monde politique, qui en parle notamment à la Chambre ou sur les réseaux sociaux.
Une étude de 2004 a trouvé que l'augmentation de la température lors du processus de pasteurisation du lait diminuait la concentration de protéines et de calcium dans le lait et le fromage de cheddar fabriqué à partir de ce lait.

## Autres applications

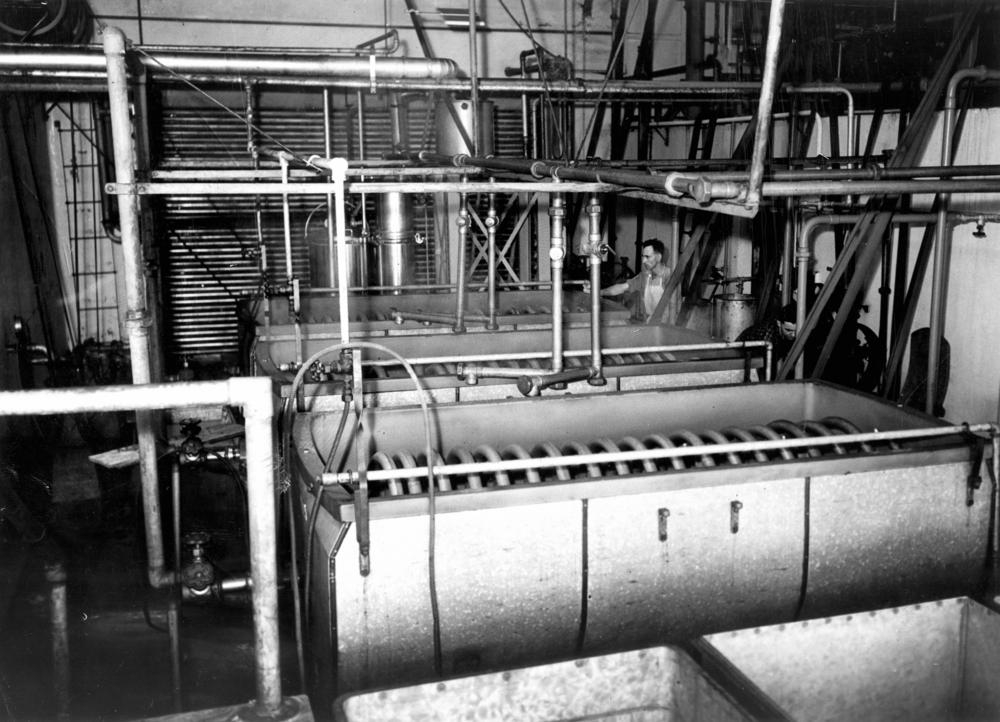
Pasteurisation de crème et bacs de refroidissement à l'usine de beurre de Murgon en 1939.

Aujourd'hui, la pasteurisation est utilisée pour plusieurs types d'aliments :
- jus de fruits ;
- miel ;
- cidre ;
- confiture ;
- compote ;
- fruits au sirop ;
- concentré de tomates ;
- viande ;
- crème.

## Autres techniques
- Thermisation : traitement thermique moins poussé que la pasteurisation, habituellement pratiqué vers 60 à 62 °C.
- Pasteurisation éclair : traitement par des températures élevées pendant une période courte.
- Ultrafiltration : technique de séparation des microorganismes du lait, à froid.
- Microfiltration : technique de séparation des microorganismes du lait, à froid.
- Irradiation des aliments appelée aussi pasteurisation à froid.
- Stérilisation.
- Tyndallisation : procédé de stérilisation modérée qui permet d'éliminer les formes végétatives (bactéries) et les formes résistantes (spores).
- Traitement par haute pression.
- Traitement par champs électrique pulsé.